# 岡山県道376号上籾誕生寺停車場線
岡山県道376号上籾誕生寺停車場線（おかやまけんどう376ごう かみもみたんじょうじていしゃじょうせん）は、岡山県久米郡久米南町を通る一般県道である。

## 概要
久米郡久米南町上籾とJR西日本津山線 誕生寺駅を結ぶ。

### 路線データ
- 起点：久米郡久米南町上籾（岡山県道373号栃原久米南線交点）
- 終点：久米郡久米南町里方（JR西日本津山線 誕生寺駅前）
- 総延長：5.6 km

## 歴史
- 1960年（昭和35年）3月18日 - 岡山県告示第335号により認定される。
- 1972年（昭和47年）秋頃 - 現行の県道番号に変更される。

## 地理

### 通過する自治体
- 久米郡久米南町

### 交差する道路
| 交差する道路              | 交差する場所 | 交差する場所 |
| ------------------------- | ------------ | ------------ |
| 岡山県道373号栃原久米南線 | 上籾         | 起点         |
| 国道53号                  | 里方         |              |

### 交差する鉄道
- 津山線

### 沿線
- 久米南町立誕生寺小学校
- 誕生寺
- 誕生寺郵便局
- 美咲警察署 誕生寺駐在所
- JR西日本津山線 誕生寺駅